# Xenopithecus koruensis
Xenopithecus koruensis je druh vyhynulých úzkonosých primátů, žijících v časném miocénu (před 19 – 20 miliony let) v západní části dnešní Keni. Byl popsán v roce 1933 na základě pouze jednoho zlomku horní čelisti z lokality Legetet u obce Koru. Dosud nebyly další ostatky tohoto rodu identifikovány.
Autor popisu – Arthur Tindell Hopwood – navrhl nový rod Xenopithecus, protože se nalezená čelist mírně odlišuje od čelisti rodu Proconsul, které se jinak velmi podobá. Po revizi čelisti v roce 1951 bylo navrženo sloučení druhu Xenopithecus koruensis s druhem Proconsul africanus, což bylo obecně přijato. V novější literatuře někteří badatelé rody Xenopithecus a Proconsul opět rozlišují.